# Revolutionary Road
Revolutionary Road è un romanzo scritto da Richard Yates e ambientato negli Stati Uniti di metà anni cinquanta. Nel libro viene narrata la vita di una giovane coppia, Frank e April Wheeler, che non riesce a comunicare, ingarbugliati tra nevrosi, bugie e furibonde liti.
Pubblicato nel Stati Uniti nel 1961, e tre anni dopo in Italia con il titolo I non conformisti, venne subito acclamato dalla critica, ma non ottenne altrettanto successo in termini di vendite, venendo presto dimenticato.
Finalista del National Book Award nel 1962, insieme a Comma 22 e L'uomo che andava al cinema, è lentamente tornato alla ribalta soltanto diversi anni dopo la morte dell'autore. Nel 2005 fu scelto dalla rivista Time per essere incluso nella lista dei 100 migliori romanzi in lingua inglese dal 1923 ad oggi.

## Trama
April e Frank sono una giovane coppia statunitense degli anni cinquanta, con due bambini, che vive una vita apparentemente ordinaria nel quartiere periferico di Revolutionary Road.
April è un'aspirante attrice, che ha rinunciato alle sue ambizioni per accudire i figli e, nostalgica del suo sogno, partecipa ad una rappresentazione amatoriale di La foresta pietrificata, che non ottiene il successo sperato. Dopo una furibonda lite in cui April accusa il marito di averla "rinchiusa" in un sobborgo e di averle infranto i sogni di gloria come attrice, Frank torna al suo odiato lavoro di impiegato, e April cerca consolazione nei ricordi dei tempi felici: un tempo Frank le aveva detto di voler andare a vivere a Parigi, perché «lì la gente vive e sente davvero».
Consumato rapidamente un adulterio con la giovane collega Maureen Grube, Frank fa ritorno a casa per trovarvi una moglie nuovamente sorridente. Nel tentativo di dare una svolta anticonformista alle proprie vite, April propone di lasciare gli Stati Uniti e trasferirsi a Parigi, dove lei avrebbe lavorato, mentre il marito avrebbe potuto accudire i figli, fintanto che non avesse trovato un impiego di suo gradimento. Frank accetta riluttante, soltanto per non dover deludere la moglie, che sembra quasi vivere una rinnovata passione persa da tempo.

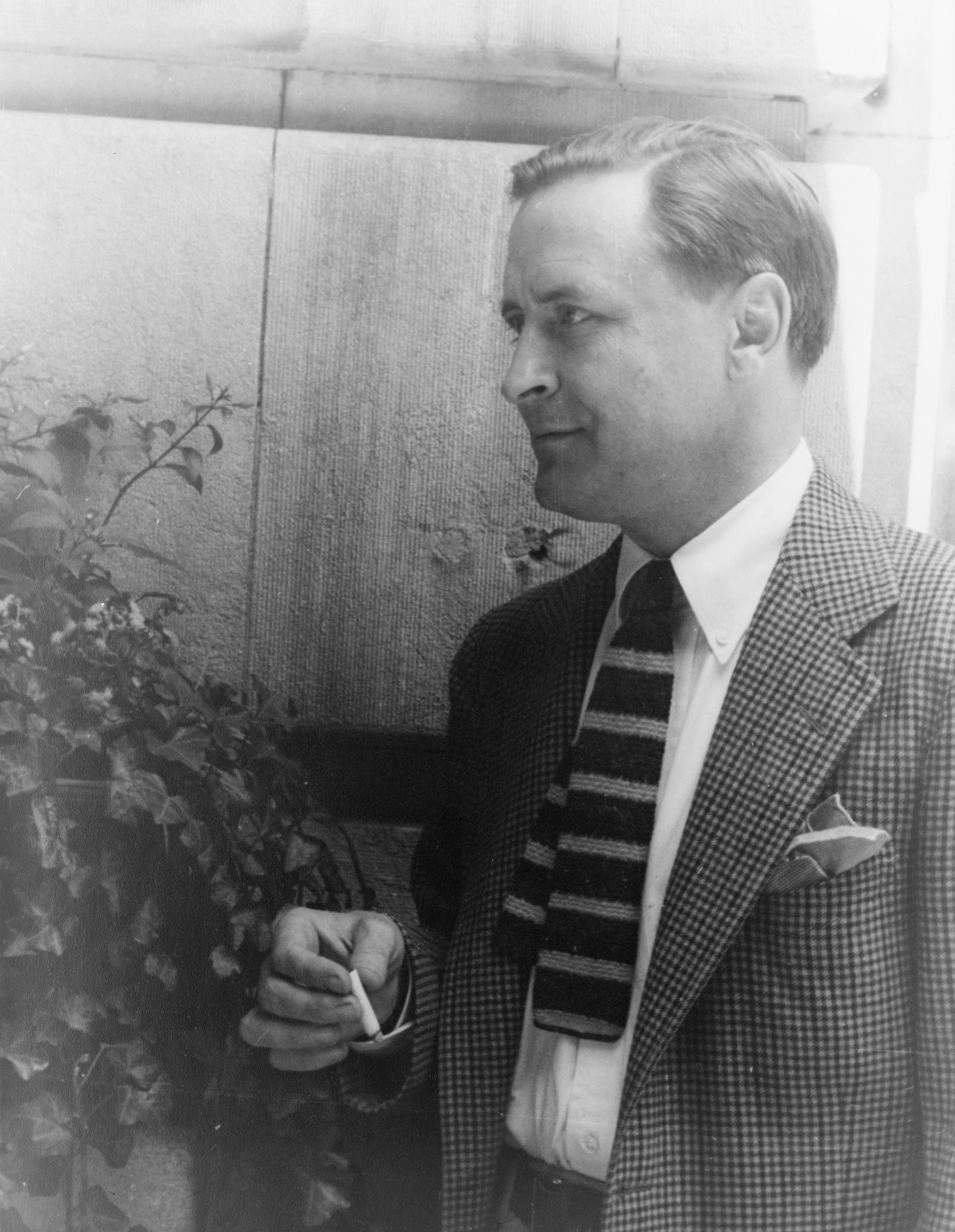
Francis Scott Fitzgerald, fonte d'ispirazione per Yates.

Ma ben presto Frank riceve un'importante proposta di lavoro che gli promette soldi e prestigio. Cogliendo al volo l'imprevista gravidanza di April, l'uomo dissuade la moglie dal lasciare gli Stati Uniti. La donna propone l'aborto come soluzione, ma il marito è contrario e tergiversa fino al terzo mese di gravidanza, momento in cui l'aborto non è più praticabile, in quanto potenzialmente mortale per la madre. Nessuno sembra accorgersi del disagio interiore che prova April, nessuno tranne John Givings, il figlio di Helen Givings, vicina di casa della coppia, che soffre di turbe psichiche e che agli occhi di tutti farnetica, ma che in realtà ha colto il problema. L'uomo non tarda a dire pubblicamente ciò che pensa, durante un pranzo tra i Wheeler e i Givings, mandando su tutte le furie Frank, che lo caccia di casa, innescando una nuova, tremenda lite tra i due. April dichiara al marito di non averlo mai amato, mentre Frank afferma di non desiderare il figlio che lei porta in grembo.
April passa una intera notte a riflettere, da sola, nel boschetto di fronte a casa, per farsi trovare l'indomani sorridente e luminosa, intenta a preparare la colazione. Frank non capisce perché la moglie sia così raggiante e si dirige al lavoro, inconsapevole del fatto che la moglie ha intenzione di procurarsi l'aborto.
La donna finisce in ospedale, ma muore poco dopo a causa dell'ingente perdita di sangue. Frank è distrutto e decide di vendere la casa di Revolutionary Road, che viene comprata da un'altra giovane coppia, per trasferirsi in un altro luogo, con l'approvazione del vicinato, che riteneva i Wheeler alquanto bizzarri.

## Influenze
Tra le influenze di Yates, figurano Francis Scott Fitzgerald e i romanzi Il grande Gatsby e Madame Bovary. In particolare il primo ha condizionato a tal punto l'autore che egli stesso, in Degli ottimi maestri, afferma che «Non ci sarebbe mai stato uno Yates senza un Fitzgerald». Da Flaubert è stato invece condizionato a livello stilistico nella ricerca de le mot juste (la parola giusta).
Yates iniziò a scrivere il libro iniziando dal finale; la scena della morte di April fu, infatti, lo spunto iniziale per la trama: «Immaginai April morire in quel modo, e poi il problema era costruire una trama che giustificasse quel finale». Il personaggio di John Givings è basato su un vero malato di mente, che Yates conobbe negli anni cinquanta.

## Temi narrativi
Revolutionary Road tratta diversi temi cari a Yates, su cui ha basato molti dei suoi romanzi successivi, in particolare quello della famiglia. Secondo l'autore, infatti, non vi è altro di cui parlare e scrivere se non la famiglia. Quella del libro è una famiglia scomposta, che si logora col passare del tempo. La coppia formata da Frank e April si respinge a vicenda ed è alla costante ricerca di un equilibrio. Yates si è ispirato ai suoi genitori, che divorziarono quando lui aveva tre anni e, in parte, a sé stesso, due volte divorziato.
Revolutionary Road offre una visione cruda e reale dalla vita negli anni cinquanta, delle contraddizioni di un paese che non si è ancora ripreso dalla guerra, ma ne critica diversi aspetti, come la decadenza e il materialismo, idee che costituivano l'ideologia dominante negli Stati Uniti di quegli anni. Altro tema del libro è costituito dalla ricerca di un futuro, di qualcosa di meglio da parte dei Wheeler, le cui frustrazioni rappresentano i resti stracciati del sogno americano. La solitudine è un ennesimo leitmotiv del romanzo. Tutti i personaggi, seppur circondati da persone e affetti, sono disperatamente soli e alla ricerca della felicità.
In un'intervista del 1972, Yates, che credette sempre che il romanzo avesse un unico e semplice filo conduttore («la maggior parte degli esseri umani è ineluttabilmente sola e la tragedia della loro vita è nascosta in loro stessi») commentò il fatto che tutto venga soppresso o abortito: «Ricordo che quando stavo lavorando alla prima stesura, qualcuno mi chiese di cosa stessi trattando e io risposi che avrei scritto un romanzo sull'aborto. E quel tipo non capì. Io risposi che avrei discusso tutta una serie di aborti, di ogni tipo - una commedia teatrale abortita, delle carriere abortite, ambizioni abortite, piani e sogni abortiti - tutte mirate verso un vero, reale e fisico aborto, con una morte alla fine. E probabilmente questa è la sintesi più efficace del romanzo e che più si avvicina al suo spirito».
Molti critici interpretarono i malumori del protagonista come quelle dell'autore, che affermò, al contrario, di non condividere la mentalità di Frank Wheeler: «Il libro è stato visto come un romanzo che criticava l'idea di periferia e questo mi ha deluso. I Wheeler possono aver pensato che i sobborghi fossero la causa dei loro problemi, ma era implicito il fatto che erano loro quelli delusi, erano i loro problemi, non i miei».

## Pubblicazione

### Edizione statunitense
Revolutionary Road venne pubblicato agli inizi degli anni sessanta e ottenne un immediato successo da parte di critica, ma non di pubblico, che lo riteneva troppo crudo e poco rassicurante, finendo ben presto per essere dimenticato. Con il passare degli anni la situazione non migliorò e, nonostante Yates continuò a pubblicare sporadicamente, il romanzo diventò conosciuto solo dagli addetti ai lavori. Revolutionary Road era infatti il libro preferito di molti scrittori, che, dopo la morte dell'autore, tentarono di farlo conoscere al grande pubblico con delle letture pubbliche.
Il successo dell'iniziativa e il punto di svolta che diede inizio alla riscoperta di Richard Yates fu in buona parte dovuto alla retrospettiva pubblicata nel 1999 da Stewart O'Nan sul Boston Review.
In seguito, alcuni racconti brevi di Yates vennero pubblicati su diverse riviste, come Esquire e il New Yorker, raccogliendo consensi da parte dei lettori e facendo riscoprire al pubblico l'autore di Revolutionary Road, che, nel 2001, in occasione dei quarant'anni della sua prima pubblicazione, venne ristampato con l'aggiunta di una introduzione di Richard Ford.

### Edizione italiana
L'edizione italiana del romanzo venne data alle stampa tre anni dopo quella statunitense. Tradotto da Adriana dell'Orto, il libro subì un cambiamento del titolo, da Revolutionary Road a I non conformisti. Come negli Stati Uniti, il successo del romanzo fu breve e scomparve dalle librerie dopo poco tempo. In seguito alla riscoperta del romanzo da parte dei lettori, nel 2003 la casa editrice Minimum fax ristampò il libro in edizione tascabile, ripristinando il titolo originale.
Successivamente, nel 2008 Revolutionary Road viene ripubblicato, arricchito da vario materiale supplementare, nella collana I Quindici, che raccolse le opere più importanti uscite nei primi quindici anni di vita della Minimum fax.

## Critica
Il romanzo fu accolto tiepidamente all'epoca della sua uscita (divenne famoso unicamente tra gli scrittori e per questo Yates venne etichettato come "scrittore per scrittori") e fu soltanto in seguito alla sua riscoperta come "Classico della letteratura statunitense" che i consensi positivi da parte di pubblico e critica furono unanimi. Venne esaltata in particolare la capacità di Yates di tracciare profili psicologici così ben delineati e precisi. Il commediografo Tennessee Williams commentò: «Ecco qualcosa di più di un'ottima scrittura: ecco cosa, aggiunto all'ottima scrittura, fa diventare subito vivo, in modo intenso e brillante, un libro. Se nella letteratura americana moderna occorra di più per creare un capolavoro, non saprei proprio dire cosa sia», William Styron parlò di Revolutionary Road come un «agile, ironico, splendido romanzo che merita di essere un classico», mentre Kurt Vonnegut lo definì «Il grande Gatsby della mia generazione». Il critico letterario James Atlas lo proclamò «Uno dei pochi romanzi che conosco che possa essere definito perfetto». Il New York Times si associò ai pareri favorevoli, acclamando la precisione con la quale Yates scrive i dialoghi del romanzo: «Grazie ad una prosa controllata e parsimoniosa, Yates delinea queste vite a pezzi, senza cadere in un mieloso melodramma»
Nel 2005 fu scelto dalla rivista TIME per essere incluso nella lista dei 100 migliori romanzi in lingua inglese dal 1923 ad oggi. La rivista scrisse a proposito: «Se Revolutionary Road non rende Yates immortale, l'immortalità non è degna di essere ottenuta».
Secondo Yates, la scena migliore del romanzo, a livello stilistico ed emotivo, è la sequenza finale in cui la coppia fa colazione, in quanto «È tesa, ma anche, in un certo senso, rilassata e familiare. Ed è quella che ho scritto meglio».

## Influsso culturale
Revolutionary Road ha goduto di un breve e iniziale successo, per poi essere dimenticato dalla maggior parte di lettori, ad eccezione di alcuni scrittori, sui quali faceva maggiormente presa il modello yatesiano e lo stile secco e incisivo dell'autore. Negli anni, quindi, Richard Yates si è consolidato come "scrittore per scrittori", raccogliendo consensi e ammirazione da parte di William Styron, John Updike, Robert Stone, Kurt Vonnegut, Raymond Carver, Richard Ford, Nick Hornby (che cita il romanzo d'esordio di Yates nel suo Non buttiamoci giù) e Michael Chabon.
Esponente del realismo e, in parte, del minimalismo, Yates ha anticipato nei tempi e nello stile la corrente letteraria del realismo sporco, alla quale aderiranno in seguito Carver e Ford. I due, in particolare, sono debitori di Yates, avendo adottato una prosa per molti versi simile a quella dello scrittore statunitense.

## Trasposizioni

### Cinema
Il regista John Frankenheimer tentò di portare sullo schermo il romanzo di Yates subito dopo la sua pubblicazione, ma preferì girare Va' e uccidi, per poi dedicarsi ad altri progetti. Nel 1967, il produttore Albert Ruddy acquistò i diritti del romanzo per 15.500 $. Cinque anni dopo, Yates si offrì di adattare il suo lavoro per il cinema. Ruddy, impegnato in altri progetti, cedette i diritti all'attore Patrick O'Neal, che scrisse di proprio pugno un trattamento per il film. Yates morì nel 1992, O'Neal due anni dopo, e il progetto rimase nel limbo fino al 2001, quando Todd Field espresse interesse per adattare il libro. Ma quando gli fu detto che avrebbe dovuto girare il film basandosi sulla sceneggiatura scritta da O'Neal, Field rinunciò, preferendogli Little Children. David Thompson, che ottenne in seguito i diritti per conto della BBC Films, propose a Kate Winslet la parte di April Wheeler. L'attrice, entusiasta del ruolo, convinse il marito Sam Mendes e Leonardo DiCaprio a far parte del progetto. Nel marzo 2007, BBC Films instaurò un accordo con la DreamWorks, in base al quale i diritti di distribuzione internazionali vennero assegnati alla Paramount Vantage.
Il film, girato in varie cittadine del Connecticut, stato in cui è ambientato il libro, della Contea di Westchester, e alcune zone di New York, come Grand Central Terminal, TriBeCa e Lower Manhattan, è stato diretto da Sam Mendes, prodotto da Scott Rudin, e interpretato da Leonardo DiCaprio, Kate Winslet e Kathy Bates. I tre avevano precedentemente lavorato insieme nel kolossal Titanic.
Revolutionary Road uscì il 26 dicembre 2008 e ottenne pareri positivi da parte della critica, venendo nominato agli Oscar, ai BAFTA e ai Golden Globe. Kate Winstlet vinse un Golden Globe per la migliore attrice in un film drammatico, per la sua interpretazione di April Wheeler.

## Edizioni italiane
- I non conformisti, traduzione di Adriana Dell'Orto, Milano, Bompiani, 1964. - Collana Garzanti per tutti · Romanzi e realtà n.47, Milano, Garzanti, 1966.
- Revolutionary Road, traduzione di Adriana Dell'Orto riveduta e corretta da Andreina Lombardi Bom, Introduzione di Richard Ford (2000), profilo biografico e cura di A. Lombardi Bom, Collana Classics, Roma, Minimum Fax, settembre 2003-2017,  p. 405, ISBN 88-87765-90-1. - Collana I Quindici, Minimum Fax, 2009, ISBN 978-88-7521-202-5; in Capolavori, Collana Collected classics, Minimum Fax, 2020, ISBN 978-88-338-9191-0.